# Rufius Postumianus
 (novembre 2019).
Si vous disposez d'ouvrages ou d'articles de référence ou si vous connaissez des sites web de qualité traitant du thème abordé ici, merci de compléter l'article en donnant les références utiles à sa vérifiabilité et en les liant à la section « Notes et références ».
Rufius Postumianus (Flavius Rufus Postumius Festus) (fl. 383) était un homme politique de l'Empire romain.

## Vie
Fils de Postumius Rufius Festus Avienus et de sa femme Maecia Placida.
Il fut préfet du prétoire d'Orient en 383.
Il s'est marié avec Adeodata, fille de Anastasia et petite-fille maternelle de Flavius Claudius Constantius Gallus et de sa femme Constantia. Ils ont eu Anastasia, femme de Flavius Avitus Marinianus.